# 尹默
尹默（？—？），字思潛，梓潼涪城人。三國時蜀漢官員，學者。

## 生平
尹默是益州人，當時益州人多數喜好今文而不推崇古文章句，尹默知道他們對章句並不太認識，於是到荊州跟司馬徽、宋忠等人學習古文。尹默於是通曉經學和史學，尤其精於《春秋左氏傳》。尹默作的註本亦廣為人所讀，甚至不必再參閱原本。劉備奪取益州後，任命尹默為勸學從事。立劉禪為太子後，尹默被任命為太子僕，教授劉禪《春秋左氏傳》。劉禪繼位後，尹默被任命為諫議大夫。諸葛亮駐軍漢中時任命尹默為軍祭酒。建興十二年（234年），諸葛亮病逝，尹默回到成都，被任命為太中大夫，後來逝世。

## 三國演義
第80回和眾大臣勸劉備登基。第91回諸葛亮駐漢中，任命尹默為博士。

## 子女
- 尹宗，繼承尹默的文學事業，被任命為博士。

## 延伸阅读
[在维基数据编辑]
 《三國志·卷42》，出自陳壽《三國志》